# Grona gniewu (film)
Grona gniewu (ang. The Grapes of Wrath)– amerykański dramat filmowy z 1940 roku w reżyserii Johna Forda na podst. na powieści Johna Steinbecka pod tym samym tytułem.
W 1989 roku film został jednym z pierwszych 25 filmów wprowadzonych do Narodowego Rejestru Filmowego Stanów Zjednoczonych jako „znaczących kulturowo, historycznie bądź estetycznie”.

## Obsada
- Henry Fonda jako Tom Joad
- Russell Simpson jako Pa Joad
- Jane Darwell jako Ma Joad
- John Carradine jako Jim Casy
- Charley Grapewin jako dziadek William James Joad
- Zeffie Tilbury jako babcia Joad
- Frank Darien jako wujek John Joad
- Dorris Bowdon jako Rose-of-Sharon „Rosasharn” Rivers
- O.Z. Whitehead jako Al Joad
- Frank Sully jako Noah Joad
- Darryl Hickman jako Winfield Joad
- Shirley Mills jako Ruthie Joad
- Eddie Quillan jako Connie Rivers
- John Qualen jako Muley Graves
- Roger Imhof jako pan Thomas
- Grant Mitchell jako zarządca obozu
- Charles D. Brown jako Wilkie
- John Arledge jako Davis
- Ward Bond jako przyjazny policjant